# Alcàsser
Alcàsser település Spanyolországban, Valencia tartományban. Alcàsser Albal, Beniparrell, Silla, Torrent, Catarroja és Picassent községekkel határos. Lakosainak száma 10 676 fő (2024).

## Népesség
A település lakosságának változását az alábbi diagram mutatja:
| Lakosok száma | 7562 | 7992 | 8716 | 9103 | 9544 | 9527 | 9813 | 10 039 | 10 396 | 10 676 |
|               | 2001 | 2004 | 2007 | 2009 | 2012 | 2014 | 2017 | 2019   | 2022   | 2024   |